# Emilio Sánchez Fuentes
Emilio José Sánchez Fuentes (Albacete, 30 marzo 1985) è un ex calciatore spagnolo, di ruolo centrocampista.

## Carriera
Ha giocato nella massima serie cipriota e nella seconda divisione spagnola.